# ENJOY MOTOR SPORTS
ENJOY MOTOR SPORTS（エンジョイ・モータースポーツ）は、三重エフエム放送にて毎月最終日曜日に放送されている、日本のモータースポーツ情報番組である。

## 概要
- 国内最大級の自動車レースが多数開催される「鈴鹿サーキット」を擁する三重県の民間FM放送局『FM三重』が送るモータースポーツ番組として2009年3月29日放送開始。当初はFM三重のみの放送だったが、2010年度よりFM岐阜でも遅れネットされるようになった。
- 毎回レーシングドライバーをゲストに招いてトークする他、最新のモータースポーツ情報やプレゼントコーナーもある。

## 放送時間
- FM三重：毎月最終日曜日20：00～20：30
- FM岐阜：毎月第1日曜日18：00～18：30（2010年4月4日放送開始）

## パーソナリティ
- 柳田益男（鈴鹿サーキットレースアナウンサー）

## 主なゲスト
※日付はFM三重での放送日

### 2009年
- 花岡翔太（3月29日、11月29日）
- 松田次生（3月29日）
- 平手晃平（4月26日）
- 伊沢拓也（5月31日）
- 谷口信輝、杉浦真志（6月28日）
- 塚越広大（7月26日）
- 阪口良平（7月26日、10月25日）
- 吉本大樹（8月30日）
- 佐々木孝太（9月27日）
- 川島勝彦（11月29日）
- 三浦和樹（12月27日）

### 2010年
- 平手晃平（3月28日）
- 小暮卓史（4月25日）
- 松田次生  (5月30日、7月25日)
- 安田裕信  (5月30日)
- 花岡翔太（5月30日）
- 立川祐路  (6月27日)
- 小林可夢偉（8月29日）
- 柳田真孝  (9月26日)
- 塚越広大、和田久（10月30日）
- ケイコッツオリーノ、小林真奈美、山下真実（11月28日）
- 谷口行規  (12月26日)

### 2011年
- 脇阪寿一（3月27日）
- 中嶋一貴（3月27日）
- 伊沢拓也  (3月27日、12月25日)
- 小林崇志  (4月24日)
- 三浦愛（4月24日、12月25日）
- 石浦宏明  (5月29日)
- 阪口晴南（6月26日）
- 中嶋大祐  (7月31日)
- 織戸学（8月28日）
- 阪口良平  (8月28日)
- 小林可夢偉  (9月25日)
- 吉本大樹  (10月30日)
- 谷口行規  (10月30日)
- 柳田真孝  (11月27日)
- 谷口信輝  (11月27日)
- ガールズレーシングクラブ幸田  (11月27日)
- 平峰一貴  (12月25日)

### 2012年
- 佐藤琢磨（3月25日）
- 大嶋和也（4月29日）
- 国本雄資、平川亮（5月27日）
- 織戸学、青木孝行（6月24日）
- 中嶋一貴、小倉茂徳（7月29日）
- 小林可夢偉、中嶋大祐（8月26日）
- 山岸大、井口卓人（9月30日）
- 神子島みか、石川京侍（10月28日）
- 佐藤琢磨、三浦愛（11月25日）
- 松下信冶、小林真奈美、石田真以（12月30日）